# Convento de los Ángeles (Barcelona)
El convento de los Ángeles (en catalán: convent dels Àngels) es una edificación concebida como convento para monjas dominicas en la ciudad española de Barcelona. Ubicado en la calle de los Ángeles número 3, sirve en la actualidad como espacio para actividades culturales, formando parte del conjunto del Museo de Arte Contemporáneo de Barcelona (MACBA). En 1993, partes del mismo fueron declaradas Bien de Interés Cultural (BIC) y Bien Cultural de Interés Nacional de Cataluña.
Del edificio original se conservan tres grandes salas abovedadas, alguna de ellas con ménsulas decoradas. En el interior de la capilla del Peu de la Creu hay uno de los pórticos del Renacimiento más importantes de la ciudad. Esta iglesia, proyectada por el maestro Bartomeu Roig, es de trazado gótico, formada por una sola nave de cinco tramos con capillas laterales entre contrafuertes, ábside poligonal y una fachada sencilla con un portal renacentista. El resto del convento es de líneas muy sobrias, sobre todo la extensa fachada en la que se encuentran pocas aberturas y sólo está ornamentada con un escudo y un relieve que representa un Ángel de la Guarda, sobre una puerta del siglo XVI.

## Historia

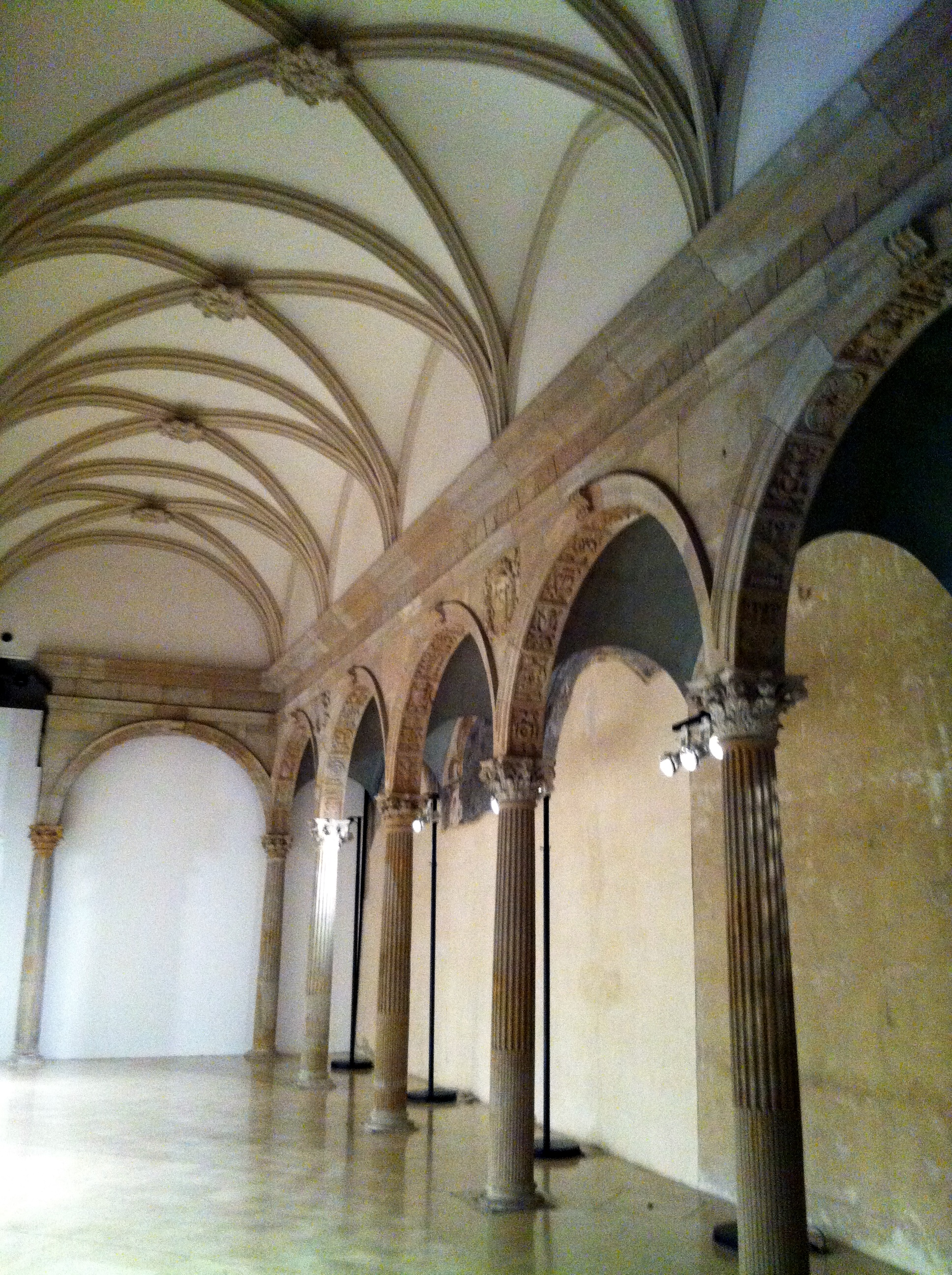
Interior del edificio en su estado actual

En 1485 fue concedido a una comunidad de monjas procedentes de Caldas de Montbui el cuidado de una pequeña capilla dedicada a la advocación mariana de Nuestra Señora de los Ángeles (cuya existencia está documentada desde 1473) situada a extramuros de la ciudad, en la zona que posteriormente ocupó el el parque de la Ciudadela y los edificios que lo rodean. A principios del siglo XVI, estas monjas iniciaron la construcción de un gran convento, labor que se vieron obligadas a interrumpir a mediados de siglo debido a la inseguridad del lugar y por el hecho de que la estructura podía suponer un obstáculo en las tareas de defensa y fortificación de Barcelona. El Consejo de Ciento decidió el traslado del convento al interior. Así se concedió a las monjas una capilla en la calle Peu de la Creu. Tocando a este edificio se colocó la primera piedra del convento de los Ángeles en 1562. Durante el siglo XIX las monjas fueron exclaustradas en dos ocasiones: en 1814 durante cuatro meses y durante 10 años en 1836, dentro de los procesos de desamortización. En 1868 la iglesia comenzó a funcionar como parroquia de San Antonio Abad y Nuestra señora de los Ángeles. En 1906 se vendió el convento, y la iglesia en 1924. Durante muchos años en la dictadura franquista, la edificación sirvió de almacén de hierros del empresario y alcalde Miguel Mateu. En 1984, los arquitectos Lluís Clotet, Carles Diaz e Ignacio Paricio, elaboraron el proyecto de restauración y rehabilitación del edificio. El convento y sus alrededores fueron objeto de una profunda reforma enmarcada dentro del proyecto de remodelación urbanística del barrio de El Raval, Del Liceu al Seminari. Tras varias propuestas, entre las que destacaba la posibilidad de ubicar la sede del Institut Català d'Estudis Mediterranis, se optó porque fuera la sede de Foment de les Arts Decoratives (FAD)

## Museo de Arte Contemporáneo de Barcelona
Desde septiembre de 2006, la antigua iglesia del Convento de los Ángeles forma parte del espacio expositivo Capella MACBA, del Museo de Arte Contemporáneo de Barcelona. Actualmente conocido como La Capella, se han realizado exposiciones de artistas como Armando Andrade Tudela, Pep Duran Esteva o Latifa Echakhch. Debido a la crisis económica, en noviembre de 2011 se decidió paralizar la programación para convertirlo en un espacio de alquiler para eventos externos, y así ampliar el margen de ingresos propios de la institución, quedando sin programación propia.
En abril de 2012 se hizo público que Foment de les Arts i el Disseny se trasladaría al edificio del Museo del Diseño de Barcelona, por lo que el Centro de Documentación del MACBA pasaría a ocupar este espacio.